# Le Petit Vingtième
Le Petit Vingtième fou el suplement infantil del diari belga Le Vingtième Siècle (diari conservador, clerical i nacionalista). El primer número d'aquest suplement va aparèixer l'1 de novembre de 1928 i el darrer, el 9 de maig de 1940, quan la publicació es va interrompre arran de la invasió de Bèlgica per part dels alemanys. En total va publicar 581 números.
El cap de redacció de la revista fou Georges Remi, conegut amb el pseudònim Hergé. Hi va crear, a més de Tintín, tot un seguit de personatges diferents: Quico i Flupi, Popol i Virgínia i Jou, Zette i Jocko.

## Obres d'Hergé publicades aLe Petit Vingtième
Entre les obres d'Hergé publicades a Le Petit Vingtième, trobem:
- Les aventures de Tintín
  - Les aventures de Tintin, reporter du Petit "vingtième", au pays des Soviets, publicat entre el 10 de gener de 1929 i l'1 de maig de 1930
  - Les aventures de Tintin, reporter du Petit "vingtième", au Congo, publicat entre el 5 de juny de 1930 i l'11 de juny de 1931
  - Les aventures de Tintin, reporter du Petit "vingtième", en Amérique publicat entre el 6 de setembre de 1931 i el 20 d'octubre de 1932
  - Les aventures de Tintin, reporter, en Orient (Les Cigares du Pharaon), publicat entre el 8 de desembre de 1932 i el 8 de febrer de 1934
  - Les aventures de Tintin, en Extrême-Orient (Le Lotus bleu), publicat entre el 8 d'agost de 1934 i el 17 d'octubre de 1935
  - Les nouvelles aventures de Tintin et Milou (L'Oreille Cassée), publicat entre el 5 de desembre de 1935 i el 27 de febrer de 1937
  - Les nouvelles aventures de Tintin et Milou (L'Île noire), publicat entre el 14 d'abril de 1937 i el 16 de juny de 1938
  - Les nouvelles aventures de Tintin en Syldavie (Le Sceptre d'Ottokar), publicat entre el 4 d'agost de 1938 i el 10 d'agost de 1939
  - L'Or noir, publicat entre el 28 de setembre de 1939 i el 9 de maig de 1940

- Les trapelleries d'en Quico i en Flupi
  - Al voltant de 300 aventures publicades entre el 23 de gener de 1930 i el 9 de maig de 1940

- Popol i Virgínia
  - Les aventures de Popol et Virginie au Far-West (renomenada el 1948 Popol et Virginie au pays des Lapinos), publicada entre el 8 de febrer de 1934 i el 16 d'agost de 1934

- Jou, Zette i Jocko
  - Le Rayon du mystère, publicat entre el 22 d'octubre de 1936 i el 10 de març de 1938
  - Le Stratonef H.22, publicat entre el 31 de març de 1938 i el 9 de novembre de 1939

- Bona part de les 540 portades que van aparèixer entre 1929 i 1940 van ser realitzades per Hergé.